# Dicranolejeunea dubiosa
Dicranolejeunea dubiosa là một loài Rêu trong họ Lejeuneaceae. Loài này được (Lindenb. & Gottsche) Stephani mô tả khoa học đầu tiên năm 1896.